# Pointe de Keryondre
La pointe de Keryondre est une presqu'île, située sur la commune de Saint-Philibert (Morbihan).

## Géographie
La pointe de Keryondre  est située entre la rivière de Crac'h et la rivière de Saint-Philibert. Avec la pointe de Men-er-Bellec, elle délimite l'anse de Trehennavour.

## Écologie
Depuis 1988, le Conservatoire du littoral a acquis sur la pointe de Men-er-Bellec et la pointe de Keryondre, 28 hectares d'un paysage côtier de grande valeur. 
L'orientation économique de cette frange littorale vers le tourisme a entraîné une surfréquentation du site. 
Les cheminements diffus et le piétinement ont contribué de façon importante à la dégradation des cordons dunaires et du sol au niveau des pinèdes.
Afin de conserver la diversité naturelle du site, des actions ambitieuses de réhabilitation ont été engagées. 
Le camping en bordure du littoral et certains cheminements ont ainsi été supprimés.
La gestion du site est assurée par la commune de Saint-Philibert, par convention avec le Conservatoire du littoral. 
Le département du Morbihan aide à la restauration et à l'aménagement du site.

### Liens Internes
- Conservatoire du littoral
- Saint-Philibert